# Llot

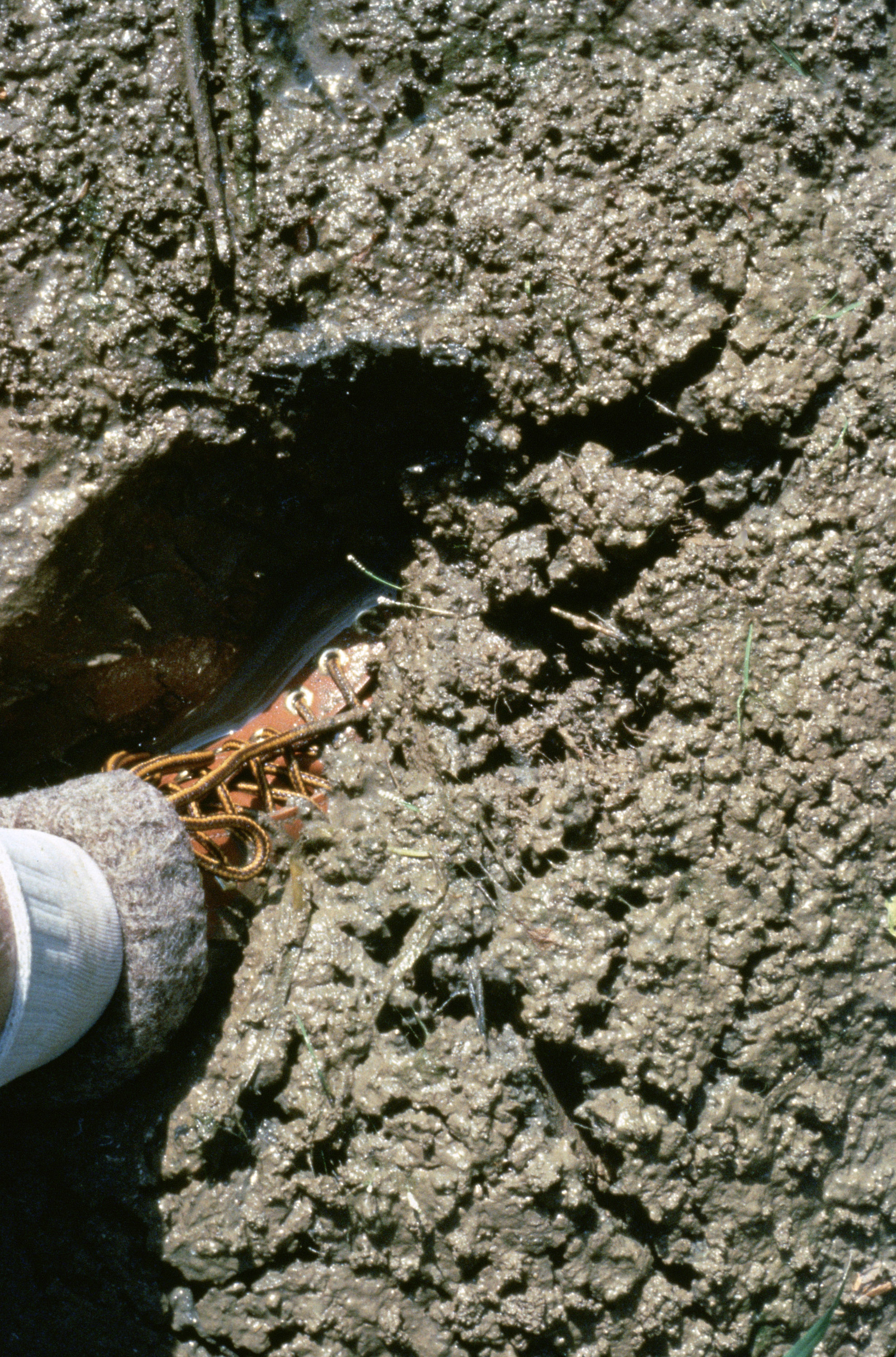
Llot

El llot, la llacor, el llac o tarquim és el sediment o solatge fangós que es crea al fons d'aigües estancats, safareigs, dipòsits, dàrsenes i rius de cabal molt baix. Contràriament al fang té una llarga concentració de restes orgàniques. Aquesta capa depositada té un color molt fosc. El mot s'utilitza també per al sediment orgànic a les instal·lacions de tractament de les aigües, utilitzat com a primeres matèries per a la digestió anaeròbica i la producció de biogàs. A regions amb règim pluvial, la urbanització galopant i la impermeabilització del terra que n'és una de les conseqüències, va minvar el cabal de molts rius i rierols secundaris. El cabal disminuït va conduir a una sedimentació accelerada de llot, problemes d'eutrofització, d'olor i d'evacuació de l'aigua, que va esdevenir biològicament morta. Per a resoldre el problema els cursos d'aigua van entubar-se o el llit va ser cobert de formigó. El que va crear un cercle viciós en accelerar l'evacuació de l'aigua, malgrat causar problemes d'inundacions i de matar tot el biòtop ric de l'aigua. A més a més, es duen a terme accions per a renaturalitzar els rius ‘matats' per tal de recrear els cicles de despol·lució natural. Antigament, el llot de dragatge dels rius, canals i recs de desguàs s'utilitzava sovint com a adob. A causa de la pol·lució i l'alta concentració de metalls pesants el llot esdevingué sovint un residu tòxic l'evacuació del qual és problemàtica.